# Черниговская кондитерская фабрика
Черниговская кондитерская фабрика «Стрела» (укр. Чернігівська кондитерська фабрика «Стріла») — предприятие пищевой промышленности в городе Чернигове.

## История
Предприятие было создано в ходе индустриализации 1930-х годов и введено в эксплуатацию 1 мая 1933 года как цех по производству кондитерских изделий (в дальнейшем расширенный и преобразованный в «Черниговскую кондитерскую фабрику имени 1 Мая»). Изначально располагалась в приспособленном подвальном помещении на площади Куйбышева, с 1934 года — на Коммунальной улице дом № 2. В первые годы её основной продукцией являлись конфеты-«подушечки», пряники, печенье и баранки.
В 1941 году выпуск кондитерских изделий составил 7—9 тонн/сутки. В ходе Великой Отечественной войны в августе 1941 года город оказался в прифронтовой зоне, в результате воздушных бомбардировок и артиллерийских обстрелов деятельность промышленности была дезорганизована. 9 сентября 1941 года город оккупировали немецкие войска, в сентябре 1943 года он был освобождён советскими войсками. Осенью 1943 года началось восстановление фабрики, которая не только производила сладости, но и отправляла галеты и сухари для РККА. В 1944 году фабрика возобновила работу. После войны фабрика была оснащена новым оборудованием и расширила ассортимент продукции (в частности, был освоен выпуск шоколадных конфет).
В 1972—1976 годы была проведена реконструкция предприятия, построены новые цехи. Фабрика выпускала 118 наименований кондитерских изделий. В советское время кондитерская фабрика входила в число ведущих предприятий города.
После провозглашения независимости Украины государственное предприятие было преобразовано в арендное предприятие, в 1993 году — в открытое акционерное общество, а позднее — реорганизовано в закрытое акционерное общество.

## Описание
6 сентября 1993 года было создано ЧАО «Черниговская кондитерская фабрика «Стрела»» с размером статутного капитала 2 300 800,00 грн. Уполномоченное лицо — Михаил Юрьевич Миньков. Предприятие производит более 200 наименований кондитерских изделий (конфеты, карамель, драже, печенье и др.). Часть продукции экспортируется в Грузию, Молдавию, Таджикистан и другие страны мира. 2007 год фабрика завершила с прибылью 4,25 млн гривен. По состоянию на начало 2014 года кондитерская фабрика по-прежнему входила в число крупнейших действующих предприятий города.
Деятельность предприятия:
1. основной — Производство какао, шоколада и сахарных кондитерских изделий
2. Производство сухарей и сухого печенья; производство мучных кондитерских изделий, тортов и пирожных длительного хранения
3. Оптовая торговля сахаром, шоколадом и кондитерскими изделиями
4. Оптовая торговля кофе, чаем, какао и пряностями
5. Розничная торговля в неспециализированных магазинах преимущественно продуктами питания, напитками и табачными изделиями
6. Другие виды розничной торговли в неспециализированных магазинах
7. Розничная торговля хлебобулочными изделиями, мучными и сахарными кондитерскими изделиями в специализированных магазинах
8. Предоставление в аренду и эксплуатацию собственного или арендованного недвижимого имущества
9. Оптовая торговля твердым, жидким, газообразным топливом и подобными продуктами